# Герпеньи, Юлий Бенуавич
Юлий Бенуавич Герпеньи (фр. Jules Herpeignes; 18?? — 1900, Льеж) — бельгийский инженер, первый директор Таганрогского металлургического завода (1896—1900).

## Биография
Является одним из основателей Таганрогского металлургического завода, создав в Таганроге в 1894 году совместно с титулярным советником Н. К. Флиге и бельгийским подданным графом П. де Гемптином и Л. Тразенстером акционерное Русско-Бельгийское общество по строительству металлургического завода. Главноуправляющий делами Таганрогского металлургического общества А.Нев в справке начальнику Юго-Восточного горного управления сообщал, что инициатива постройки металлургического завода принадлежала «группе Бельгийских капиталистов, имеющих во главе участников Акционерное металлургическое общество в Угрэ (Бельгия), Французское общество трубопрокатных заводов в Лувроале (Франция) и листопрокатных заводов в Жюпильи (Бельгия)…».
Являлся директором Таганрогского металлургического завода с 1896 по 1900 год.
Умер в 1900 году в Льеже.